# 法緣寺
37°47′41″N 122°14′39″W / 37.7947°N 122.2442°W
法緣寺是位於加利福尼亞州奧克蘭第11大道和東19街交會處分隔带的一尊佛像和在其之上搭建的小廟。由附近居民丹·史蒂文森（Dan Stevenson）於2009年設置。出於對該地亂丟垃圾的反感，史蒂文森於該處設置佛像，並用環氧樹脂與鋼筋固定以防盜。在佛像安置後，當地越南裔居民將佛像作為日常參拜的處所，並在2012年將其改造成小廟。奧克蘭市公共工程部門最初表示將在收到投訴後將其拆除，但在遭到強烈反對後予以擱置。奧克蘭警方表示，小廟建立後截至2014年，該地區亂丟垃圾、塗鴉、毒品交易和性交易等違法行為的發生率已降低了82%。

## 設置佛像
史蒂文森於2009年設置佛像，此前在加利福尼亞州奧克蘭第11大道和東19街交會處新建的分隔带上亂丟垃圾的問題非常嚴重，而市政府並未解決。儘管史蒂文森經常就這個問題聯繫該市公共工程部門，但問題非但沒有改善，甚至持續惡化。雖然不是佛教徒，但史蒂文森表示他認為佛陀是一個中立且沒有爭議的人物，可能會讓那些想亂丟垃圾的人三思而後行。設置時，史蒂文森用環氧樹脂和鋼筋安裝佛像以防盜。安裝後不久後有人企圖盜竊佛像，但因佛像設置堅固而未遂。

## 改建小廟

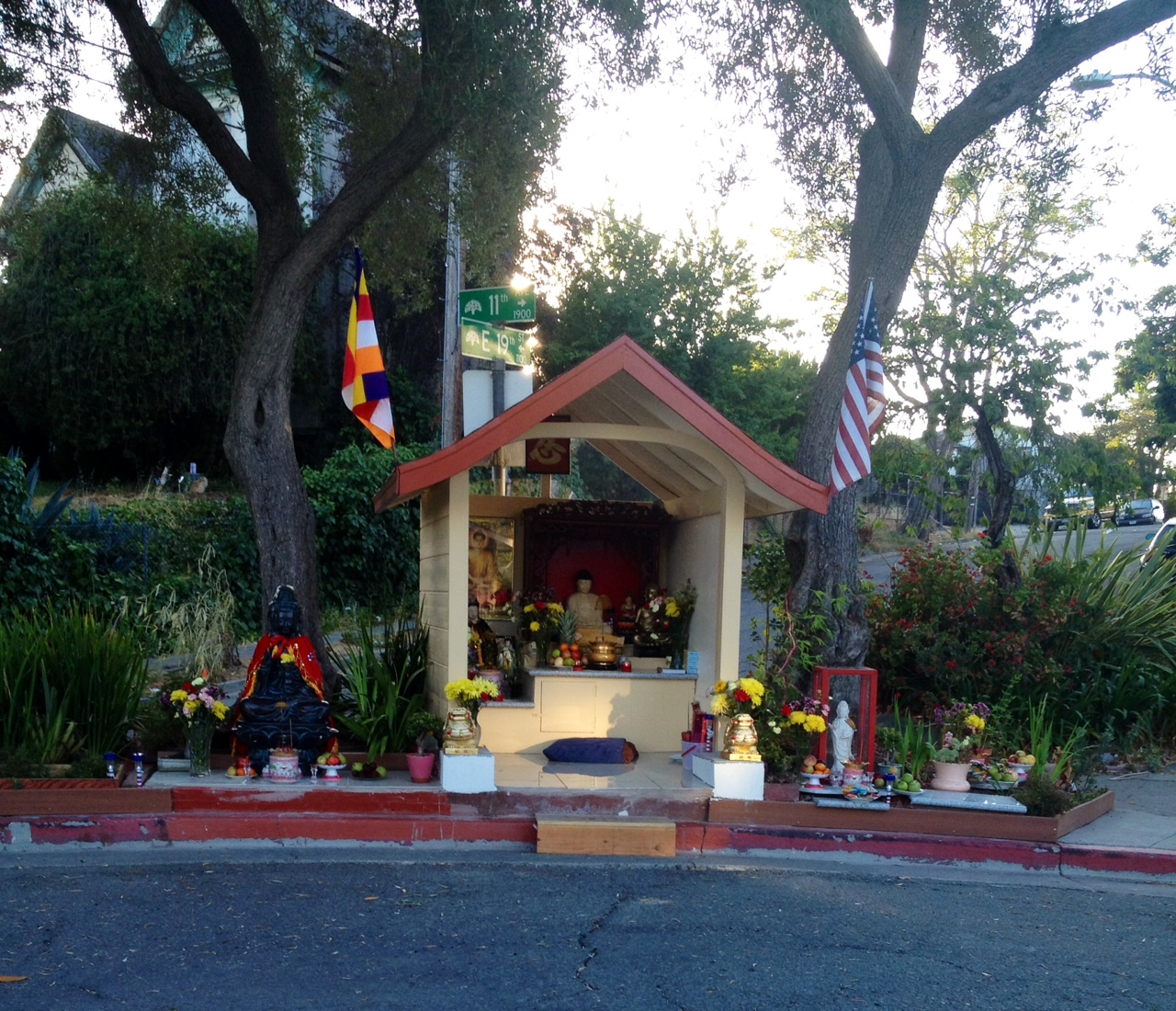
法緣寺外景

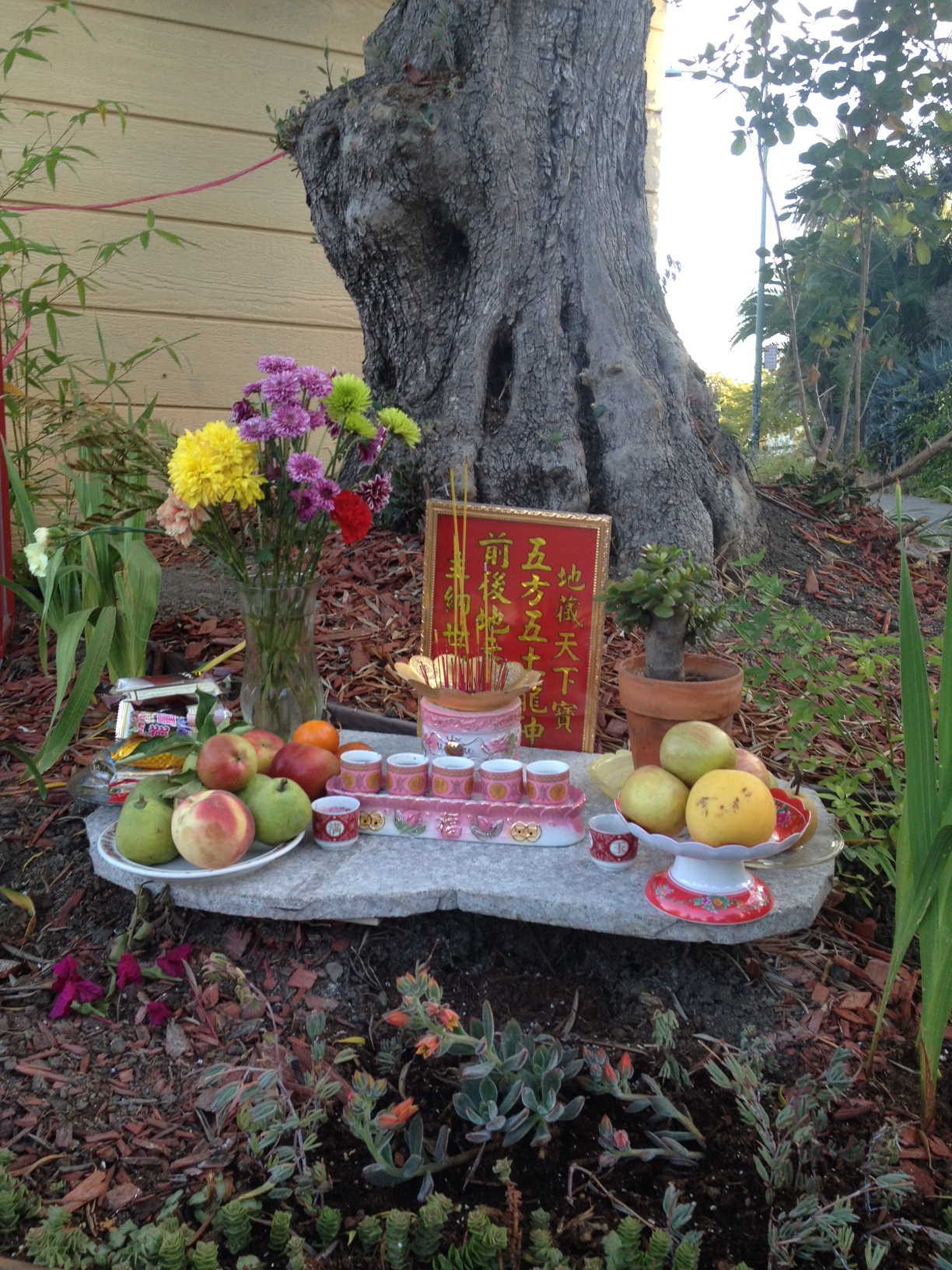
寺旁的供品

設置約四個月後，史蒂文森注意到佛像被漆成白色。2010年，當地越南裔居民注意到這座佛像，著手將其從單獨的佛像增建為廟宇。起初，居民清洗佛像並重新粉刷、予以裝飾。接著在佛像身周建造簡單的木造結構保護佛像，留下鮮花素果等供品、將其作為參拜場所。後來小廟屋簷下方添加了一塊匾，寫著“Pháp Duyên Tự”（法緣寺）。此後小廟被用作日常祈禱聚會的場所，參拜者更在兩旁增設慈悲觀音像。

## 拆除風波
2012年，奧克蘭公共工程部門表示：已收到有關佛像和小廟的投訴，並準備將其移除。市政府官員表示這是「安全問題」，因為佛像和小廟位於道路中間，而且一些當地居民對禮拜者在清晨產生的噪音感到不滿。在遭到附近居民和廟宇信徒的強烈抗議後，市政府宣佈將「擱置」該問題，截至2021年沒有進一步試圖拆除。

## 社會影響
法緣寺曾出現在《刑事犯罪》和《99％隱形》播客中。法緣寺第二次出現在《刑事犯罪》中後，節目製作人指出該劇集是該系列最受歡迎的前幾個劇集之一。奧克蘭警察局表示，自2012年這座佛像被增建成小廟並成為日常參拜地點，直到2014年，該地區犯罪率已下降了82%；同時奧克蘭警察局也指出，他們無法確定原因是否在於法緣寺。史蒂文森則聲明，他會負責接待法緣寺的參拜者以及對此感到好奇的遊客。

## 外部連結
- Google 街景